# Callichroma sericeum
Callichroma sericeum är en skalbaggsart som först beskrevs av Fabricius 1793.  Callichroma sericeum ingår i släktet Callichroma och familjen långhorningar.
Artens utbredningsområde är:
- Paraguay.
- Uruguay.

Inga underarter finns listade.